# Bobby Goepfert
Robert Joseph „Bobby“ Goepfert (* 9. Mai 1983 in Kings Park, New York) ist ein ehemaliger US-amerikanischer Eishockeytorwart, der in Deutschland zuletzt zwischen 2011 und 2016 bei der Düsseldorfer EG in der Deutschen Eishockey Liga unter Vertrag stand.

## Karriere

### Anfänge

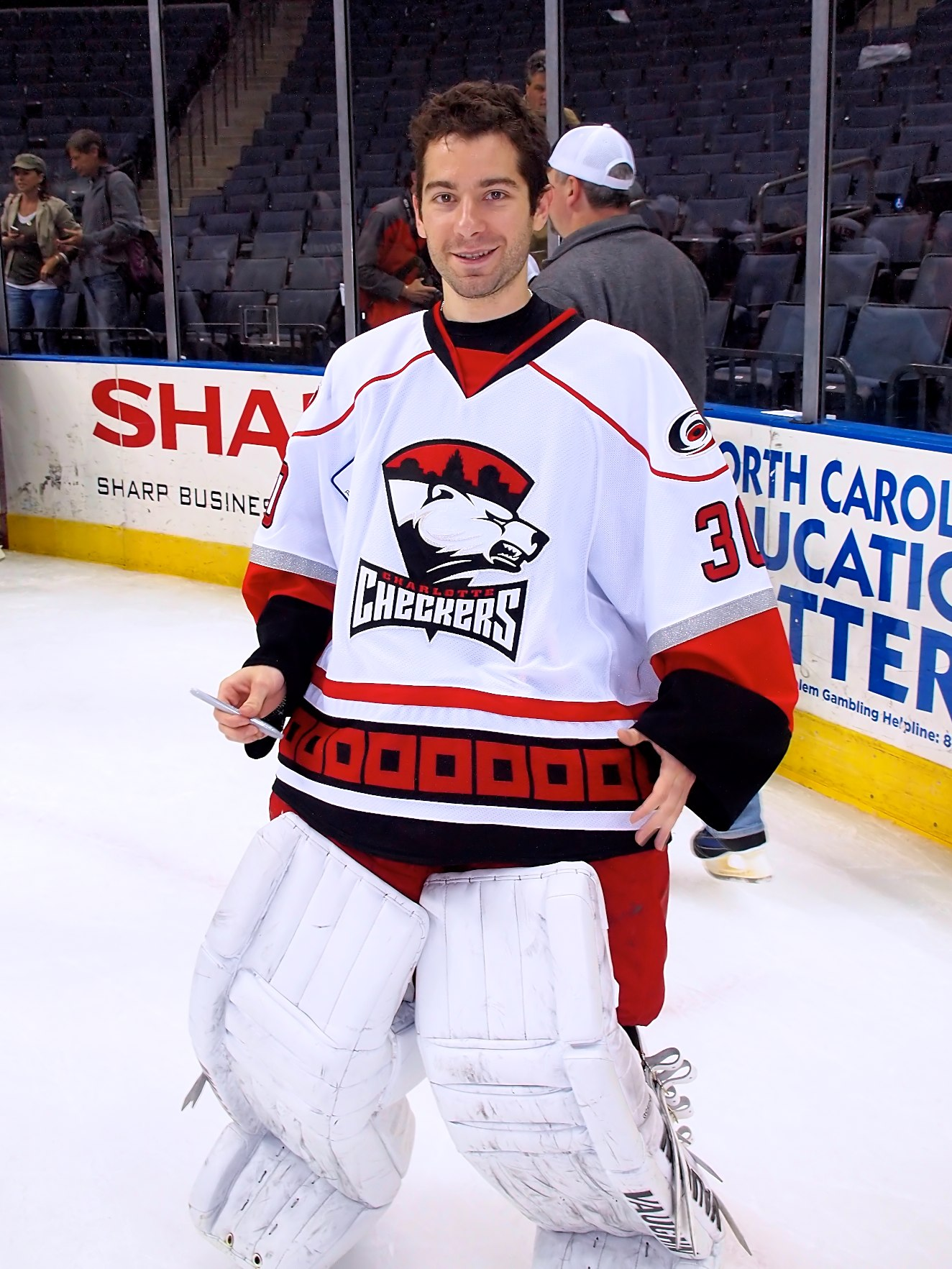
Goepfert im Trikot der Charlotte Checkers

Goepfert begann seine Karriere in der United States Hockey League bei den Cedar Rapids RoughRiders und wechselte danach für vier Jahre in die National Collegiate Athletic Association, wo er nach zwei Jahren vom Providence College zur St. Cloud State University wechselte. Dieser Wechsel geschah auch aus persönlichen Gründen, da er sich in Providence nicht richtig wohlfühlte. Schwerwiegender war jedoch die Tatsache, dass er am College unbeabsichtigt eine Arbeit plagiiert hatte, woraufhin er an der St. Cloud State University eine neue Chance erhielt. Bedingt durch die Regelungen der NCAA musste er im aktiven Sport jedoch ein Jahr pausieren und nutzte diese Zeit, um sein Studium voranzutreiben.
Goepfert wurde beim NHL Entry Draft 2002 an 171. Stelle von den Pittsburgh Penguins gezogen, absolvierte jedoch kein Spiel in der National Hockey League.
Durch gute Leistungen während seiner letzten beiden Studienjahre empfahl er sich nach seinem Abschluss für die ECHL und unterzeichnete einen Vertrag bei Augusta Lynx, wo er ebenfalls überzeugen konnte. Im Jahr 2008 debütierte er in der AHL bei den Hershey Bears, brachte es aber nur auf drei Einsätze und absolvierte den Großteil der Saison bei den South Carolina Stingrays in der ECHL. In derselben Saison spielte er auch ein Spiel für den EC Red Bull Salzburg, wo man aber weiterhin auf Jordan Parise setzte. Für die Saison 2009/10 wurde er jedoch als erster Torhüter von den Salzburgern verpflichtet. Nach der Verpflichtung von Reinhard Divis wurde Goepferts Vertrag aufgelöst. Im Dezember 2009 unterschrieb Goepfert einen Vertrag bis zum Ende der Saison 2009/10 bei den Hamburg Freezers, die auf Grund einer Verletzung des Stammtorhüters Jean-Marc Pelletier einen neuen Schlussmann benötigten. Im August 2010 unterzeichnete Goepfert einen Vertrag bei den Charlotte Checkers aus der American Hockey League, der aber auch für die ECHL galt.

### Düsseldorfer EG
Ein Jahr später wurde er als Ersatztorhüter für Jean-Sébastien Aubin von der Düsseldorfer EG verpflichtet. Nach einem schwachen ersten Drittel der Saison steckte die DEG in der Krise. Trainer Tomlinson ersetzte daraufhin Jean-Sébastien Aubin durch seinen Ersatzmann Bobby Goepfert. Die DEG gab in den nächsten sieben Spielen nur einen Punkt ab und kletterte bis auf Platz drei und Goepfert avancierte zum Stammtorhüter. Außerdem wurde er, wie auch schon zu seiner Hamburger Zeit, nach wenigen absolvierten Spielen aufgrund seiner Spielweise zum Publikumsliebling. Sein erster Shutout für Düsseldorf gelang ihm am 4. November 2011 in München gegen den dort beheimateten EHC. Als erster Spieler neben Kapitän Daniel Kreutzer erhielt er einen Vertrag für die Saison 2012/2013. Mit seinen Leistungen hatte Goepfert maßgeblich Anteil daran, dass es die DEG Metro Stars trotz schwachen Saisonbeginns noch auf die vorderen Ränge der Tabelle schaffte. Erst am letzten Spieltag wurde die direkte Playoff-Teilnahme verpasst. Die gelang dann in den Pre-Playoffs mit zwei Siegen gegen die Iserlohn Roosters. Im Viertelfinale schied die DEG nach fünf von sieben möglichen Spielen gegen den ERC Ingolstadt aus.
Nach dem Ausstieg des Namenssponsors Metro verließen die Trainer und fast alle Spieler die DEG, die nun wieder unter ihrem Traditionsnamen Düsseldorfer EG antrat. Goepfert blieb als einer von nur vier Spielern dem Verein treu. Es folgten zwei Jahre am Tabellenende, in denen Goepfert für seinen Verein oft höhere Niederlagen verhinderte. Nach Siegen wurde es fortan zum Ritual, dass Goepfert kleine Tanzeinlagen vor den Fans zeigte. In der Saison 2013/2014 blieb Goepfert trotz der Verpflichtung des Schweden Stefan Ridderwall Stammtorhüter. Zu Beginn der Saison 2014/15 setzte Goepfert eine Hüftverletzung für mehrere Wochen außer Gefecht. Trainer Christof Kreutzer verpflichtete mit Tyler Beskorowany daher einen weiteren Torwart, der eine Fangquote von über 92 Prozent erreichte und die DEG auf Platz fünf der Tabelle und ins Halbfinale führte. Am Ende der Saison wurde er zum DEL-Torhüter des Jahres gewählt. Entsprechend blieb Gopfert nach überstandener Verletzung nur die Rolle als Ersatztorhüter.

### Rekorde
Am 1. Dezember 2013 stellte Gopefert einen DEL-Rekord auf: Beim 2:1-Sieg nach Penaltyschießen gegen die Eisbären Berlin parierte Goepfert 77 Torschüsse, was bis heute Rekord für ein DEL-Spiel ohne Verlängerung ist (Stand 30. April 2021).

### Sonstiges
Im Dezember 2013 erlebte Goepfert beim Heimspiel der DEG gegen die Kölner Haie eine kritische Situation: Nach 29 Minuten traf ihn ein Schlagschuss des Kölner Stürmers Nathan Robinson am Kehlkopf, woraufhin Goepfert stürzte. Gestützt von Mitspielern verließ er das Eis und erbrach sich hinter der Bande. Da die Schwellung des Kehlkopfes auf die Luftröhre drückte, musste Teamarzt Dr. Ulf Blecker einen Luftröhrenschnitt vornehmen. Erst nach seiner Rückkehr aus dem Krankenhaus erfuhr Goepfert, dass er für kurze Zeit in Lebensgefahr geschwebt hatte. Nur 53 Stunden nach dem Unfall stand Goepfert gegen den EHC München wieder im Tor und führte seine Mannschaft zu einem 2:1-Erfolg.

### Hauptrunde

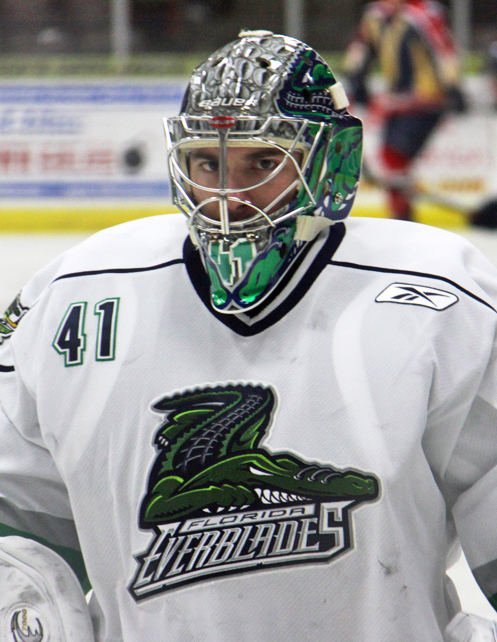
Goepfert im Trikot der Florida Everblades

## Karrierestatistik

### Play-offs
(Legende zur Torhüterstatistik: GP oder Sp = Spiele insgesamt; W oder S = Siege; L oder N = Niederlagen; T oder U oder OT = Unentschieden oder Overtime- bzw. Shootout-Niederlage; Min. = Minuten; SOG oder SaT = Schüsse aufs Tor; GA oder GT = Gegentore; SO = Shutouts; GAA oder GTS = Gegentorschnitt; Sv% oder SVS% = Fangquote; EN = Empty Net Goal; 1 Play-downs/Relegation; Kursiv: Statistik nicht vollständig)